# Juan Ojeda Sanz
Juan Ojeda Sanz (ur. 27 lipca 1948 w Kordobie) – hiszpański polityk, dziennikarz, menedżer, w latach 1999–2004 eurodeputowany V kadencji.

## Życiorys
Studiował dziennikarstwo i kryminologię. Pracował przez wiele lat w zawodzie dziennikarza. W latach 80. był redaktorem naczelnym czasopisma „Diario Córdoba”. Został działaczem Centrum Demokratycznego i Socjalnego, a następnie Partii Ludowej. Był sekretarzem generalnym regionalnych struktur tych ugrupowań w Andaluzji. Pełnił funkcję rzecznika komisji kontrolnej andaluzyjskiego publicznego radia i telewizji. W latach 90. posłował do regionalnego parlamentu.
W wyborach w 1999 z listy Partii Ludowej uzyskał mandat posła do Parlamentu Europejskiego V kadencji. Należał do grupy chadeckiej, pracował w Komisji Kultury, Młodzieży, Edukacji, Mediów i Sportu. W PE zasiadał do 2004.
Został później pracownikiem instytucji finansowo-kredytowej CajaSur, w 2006 objął stanowisko wiceprezesa zarządu tego przedsiębiorstwa.